# 야와타촌 (나가노현)
야와타촌(八幡村)은 나가노현 사라시나군에 있던 촌이다. 현재의 지쿠마시에 해당한다.

## 역사
- 1889년 4월 1일 - 정촌제 시행에 의해 야와타촌이 단독으로 자치체를 형성하였다.
- 1959년 6월 1일 - 사라시나군, 이나리야마 정, 하나시나군 야시로정, 하뉴정과 합병해 고쇼쿠시가 성립하여, 동일 야와타촌은 폐지되었다.

## 교통

### 철도
- 일본국유철도
  - 시노노이선

## 참고문헌
- 角川日本地名大辞典 20 長野県